# Empresa Municipal de Transportes de Palma de Mallorca
La Empresa Municipal de Transportes de Palma de Mallorca (también conocida como EMT Palma) es la empresa municipal del Ayuntamiento de Palma de Mallorca, en España, que gestiona el transporte urbano colectivo de viajeros de la ciudad de Palma de Mallorca y alrededores. Esta empresa da servicio a unos 60 millones de pasajeros anuales, con una plantilla de trabajadores de 647 personas, de las cuales la mayoría son conductores.
Los autobuses están pintados de azul, marfil y verde, con el escudo de la empresa.
Las cocheras están situadas en Son Riera, cerca del recinto de Mercapalma, junto a la Ma-30.

## Historia
La historia del transporte público en Palma empieza en 1891 con la fundación de la Sociedad Mallorquina de Tranvías que da servicio con 12 tranvías tirados por mulas. En 1916 el servicio se modernizó con la entrada en funcionamiento de 42 tranvías, a medida que se extendía el tranvía eléctrico por la ciudad y arrabales; los tranvías eléctricos funcionaron hasta finales de 1958. Durante estos años la empresa se denominó Sociedad General de Tranvías Eléctricos Interurbanos de Palma SA. En 1958 los tranvías fueron sustituidos por 53 autobuses gracias a la ayuda del ayuntamiento y otras instituciones.
En 1971 la Sociedad General de Tranvías quiebra y los propios trabajadores crean la Sociedad Anónima Laboral Mallorquina de Autobuses (SALMA) que asume los servicios de transporte urbano e interurbanos de la anterior empresa.
En 1985 el Ayuntamiento de Palma municipaliza el servicio de transporte de viajeros que opera SALMA y constituye la actual Empresa Municipal de Transports Urbans de Palma SA (EMT Palma). Este año la empresa dio servicio a 20 millones de pasajeros.
En 1995 la empresa gestiona 21 líneas de transporte urbano y varias interurbanas, llevando a 26.700.000 pasajeros.
Entre el año 2000 y 2001 se incorporan a la flota varias unidades de Mercedes Benz Citaro 12 m, Citaro G de 18 m y Cito's de 9 m que no tardarían en sustituir hasta la que a fecha del 2004 había sido la flota de la EMT de Palma: 
- Mercedes Benz O405 (La empresa se quedó tres unidades para su servicio de "Bus de Nit" o Bus Nocturno, el resto fueron vendidos por su antigüedad o se donaron a Kosovo y el Sahara)
- Scania L113 (Fueron vendidos a una empresa sevillana, ya que tenían pocos kilómetros)

El resto de los autobuses fueron desguazados en las antiguas cocheras de la EMT de Palma situadas en el Polígono de Son Castelló.
En el 2009 se incorporan 11 Mercedes Benz Citaro K en sustitución de los Cito's ya que daban muchos problemas mecánicos y 52 nuevos Irisbus Iveco Citelis con el objetivo de mejorar frecuencias, dar refuerzos a líneas conflictivas y muy solicitadas (15, 3, 7 y 25) y la creación de nuevas líneas.
Entre 2019 y 2022 entrarán en servicio 153 nuevos autobuses propulsados por: 148 por GNC, 5 de hidrógeno, de las marcas Iveco, Scania, MAN y Solaris para reemplazar a los Citaros de 2000 y 2001.
En 2023 llegarán los primeros doce autobuses eléctricos propulsados por ion y litio de la mano de Irizar.
En 2024 se supera el récord de pasajeros de la empresa, con alrededor de 60 millones de viajeros según los datos del INE.
En 2025 se anuncia la compra de 113 nuevos autobuses en un plazo de 4 años, todos ellos eléctricos. 67 serán de alta capacidad (18m) y otros 46, de 12m. Los primeros autobuses llegarían en el segundo semestre de 2026 y entrarían en servicio entre septiembre y diciembre de ese mismo año. Para ello, será necesaria la construcción de un nuevo centro de operaciones y unas cocheras con una marquesina de 9.910m2 con capacidad para cargar 108 autobuses eléctricos a través de pantógrafos invertidos. Estas nuevas instalaciones estarán situadas en el Polígono de Son Rossinyol y se espera que entre en servicio entre finales de 2026 y principios de 2027, cuando empiecen a circular los nuevos autobuses eléctricos.

## Flota
La flota de autobuses consta de 246 vehículos (a enero de 2023, sin contar los aún no incorporados.), siendo los principales:
| Und    | Marca    | Modelo                        | Motor            | Euro | Año       | Pot.(CV) | Pas  |
| ------ | -------- | ----------------------------- | ---------------- | ---- | --------- | -------- | ---- |
| ~2(*1) | MERCEDES | CITARO 12m                    | Diésel (12L)     | II   | 2000-2001 | 292      | 101  |
| 8      | MERCEDES | CITARO 12m                    | Diésel (12L)     | III  | 2006      | 292      | 100  |
| 14     | MERCEDES | CITARO G 18m                  | Diésel (12L)     | II   | 2001-2002 | 292      | 137  |
| 12     | MERCEDES | CITARO G 18m                  | Diésel (12L)     | III  | 2005-2006 | 345      | 124  |
| 11     | MERCEDES | CITARO K 10,5m                | Diésel (6L)      | IV   | 2008      | 279      | 80   |
| 22     | IVECO    | CITELIS 12m                   | Diésel (8L)      | V    | 2009      | 283      | 100  |
| 18(*2) | IVECO    | CITELIS 18m                   | Diésel (8L)      | V    | 2009      | 372      | 150  |
| 10     | IVECO    | CITELIS GNC 12m               | Gas Natural (8L) | EEV  | 2010      | 266      | 100  |
| 25     | IVECO    | CITELIS GNC 18m               | Gas Natural (8L) | EEV  | 2010      | 311      | 142  |
| 2(*3)  | IVECO    | DAILY INDCAR STRADA           | Diésel(3L)       |      | 2015-2018 | 156      | 16   |
| 60     | IVECO    | URBANWAY GNC 12m              | Gas Natural      |      | 2019-2020 | 290      | 126  |
| 28     | SCANIA   | CASTROSUA NEW CITY GNC 18m    | Gas Natural      |      | 2019-2020 | 177      | 132  |
| 12     | MAN      | LION'S CITY GNC 15m           | Gas Natural      |      | 2019-2020 | 360      | 126  |
| 44     | SCANIA   | CASTROSUA NEW CITY 18m        | Gas Natural      |      | 2022-2023 | 360      | ~132 |
| 4      | IVECO    | DAILY INDCAR MOBI CITY GNC 8m | Gas Natural      |      | 2022-2023 |          |      |
| 5      | SOLARIS  | URBINO 12m                    | Hidrógeno        |      | 2023      |          |      |
| 12     | IRIZAR   | IE BUS 12m                    | Litio            |      | 2023      | 180      | 105  |

(*1): La mayoría de unidades 12m Citaro, del 2000-2001 han sido retitadas del servicio y desguazadas, mandadas a África, canibalizadas para partes o usadas de almacén de partes. Actualmente quedan 2 (068, 084) en la zona principal de las cocheras, con una apariencia decente. El resto (012, 014, 027, 040, 046, 053, 059 y 098) esperan su final en un "cementerio".
(*2): Una unidad 18m Citelis diésel (255) se incendió en Illetas en 2016. Además una unidad esta aparcada en cocheras, y le faltan trozos de la parte trasera.
(*3): Una unidad, la 324, lleva un par de meses averiada en cocheras, esperando la llegada de los recambios.

## Líneas
- LÍNEA A1: PASEO MALLORCA - AEROPUERTO

Paseo Mallorca  – Av. Portugal  – Av. Alemania  – Pl. España  – Av. Alexandre Rosselló  – Puerta del Campo  – Autopista  – Aeropuerto.
Frec: Laborables y Sábados 15 min / Festivos 17 min
- LÍNEA A2: EL ARENAL – AEROPUERTO

Aeropuerto – Can Pastilla – Playa de Palma – El Arenal.
Frec.: Laborables, sábados y festivos: 30 min (invierno) / 17 min. (verano)
- LÍNEA CC: CIRCULAR CENTRO HISTÓRICO

Av. Gabriel Alomar Villalonga – Av. Alexandre Rosselló – Plaza de España – Av. Conde de Sallent  – Av. Alemania – Paseo Mallorca – Av. Jaime III – Pl. Juan Carlos I – es Born – c/ Conqueridor - Pl. Cort - Ciudad antigua.
Frec.: Laborables mañanas 15 min. / Laborables tardes 30 min. / Sábados: 30 min. / Festivos : sin servicio.
- LÍNEA 1: SINDICATO - PORTOPÍ

Sindicato – Av. Alexandre Rosselló – Pl. España – Av. Conde de Sallent – Av. Alemania – Paseo Mallorca – Av. Argentina – Paseo Marítimo – Estación Marítima – Dique del Oeste.
Frec.: Laborables y sábados 20 min / Festivos 25 min.
- LÍNEA 3: PUENTE DE INCA – PL. JUAN CARLOS I

Puente de Inca – Calle de Aragón – Pl. España – Av. Conde de Sallent – Av. Alemania – Paseo Mallorca  – Av. Jaime III  – Pl. Juan Carlos I.
Frec. a Illetes: Laborables y sábados: 10 min. / Sábados 12 min. / Festivos 15 min. 
- LÍNEA 4: NUEVO LEVANTE- LAS ISLETAS

C/caracas  – c/ Manacor  – Av. Alexandre Rosselló  – Av. Conde de Sallent - La Rambla  – Pl. del Mercado  – Pl. Juan Carlos I  – Av. Jaime III  – c/ Conde de Barcelona  – Pl. Progreso  – c/ Marqués de la Cenia  – Av. Joan Miró  – Pl. Gomila  – El Terreno  – Portopí  – Cala Mayor  – Cala Nova  – San Agustín  – Cas Català  – Las Isletas.
Frec: Laborables 10 min. / Sábados y Festivos 12 min.
- LÍNEA 5: EL RAFAL NUEVO – PLAZA PROGRESO

El Rafal Nuevo – Son Gibert – es Viver – Son Gotleu – Pl. Pedro Garau – c/ Aragón – Pl. España – Av. Conde de Sallent – Av. Alemania – Institutos – c/ Ramón y Cajal – Pl. Progreso.
Frec.: Laborables: 6/8 min. / Sábados mañana: 13 min. / Sábados tarde: 15 min. / Festivos: 18 min.
- LÍNEA 6: SINDICATO – SON ESPASES

c/ Sindicato – Av. Alexandre Rosselló – Pl. España – Av. Conde de Sallent – Av. Alemania – Institutos – c/ Francesc Martí Mora – Av. Salvador Dalí – Policlínica – Son Moix – Estadio – Polígono Can Valero - Camino de los Reyes - Hospital Son Espases. 
Frec.: Laborables: 40 min. / Sábados mañana: 45 min. / Sábados tarde y festivos : sin servicio
- LÍNEA 7: SON RAPIÑA – SON GOTLEU. Y SON SERRA - LA VILETA – SON GOTLEU- Son Puig i Son Roca/Son Quinto

RUTA SON SERRA - LA VILETA: Son Gotleu – c/ Manacor – Av. Alexandre Rosselló – Pl. España – Av. Conde de Sallent – Av. Alemania – La Rambla – Av. Jaime III – c/ Industria – Son Españolet – Son Rapiña – Son Xigala.
RUTA SON VIDA: Son Gotleu – c/ Manacor – Av. Alexandre Rosselló – Pl. España – Av. Conde de Sallent – Alemania – La Rambla – Av. Jaime III – c/ Industria – Son Españolet – Son Rapiña – Son Vida.
Frec.: Son Xigala: Laborables: 10 m. / Sábado mañana: 15 m. / Sábado tarde: 20m. / Festivos: 20 m.
Frec.: Son Vida: Laborables, sábados y festivos: 60 min.
- LÍNEA 8: SINDICATO – SON ROCA

C/ Sindicato – Pl. España – Av. Conde de Sallent – Av. Alemania – Institutos – c/ Francesc Martí Mora – Av. Salvador Dalí – Policlínica – Son Moix – La Vileta – Son Roca.
Frec.: Laborables: 7 min. / Sábados: 12 min. / Festivos: 15 min.
- LÍNEA 9: PUERTA SAN ANTONIO – SON ESPAÑOL

Pl. España – Av. Conde de Sallent – Av. Alemania – camino Jesús – Cementerio – Polígono Son Valentí – Can Valero – camino de los Reyes – La Real – Son Español. (Los sábados, domingos y festivos, llega hasta la UIB)
Frec.: Laborables, sábados y festivos: 60 min.
- LÍNEA 10: SINDICATO – SON CASTELLÓ

c/ Sindicato – Av. Alexandre Rosselló – Pl. España – c/ Archiduque Luis Salvador – c/ Eusebi Estada – Son Oliva – Polígono Son Fuster – c/ Genil – c/ Can Foradí – Son Cladera – c/ Gremi Ferrers.
Frec.: Laborables: 12 min. / Sábados: 18 min. / Festivos: 22 min.
- LÍNEA 11: PLAZA DE ESPAÑA – SA INDIOTERIA RURAL

Pl. España – c/ Archiduque Luis Salvador – Son Hugo  – Amanecer – Ctra. Sóller – Polígono Son Rossinyol - Son Pacs – Polígono Son Castelló – c/ Setze de Juliol – La Indiotería – c/ Gremi Ferrers - La Indiotería - Son Llompart.
Frec.: Laborables: 30 min. / Sábados mañana: 40 min. / Sábados tarde y festivos mañana: 80 min. / Festivos tarde sin servicio
- LÍNEA 12: SA GARRIGA – NUEVO LEVANTE

Av. México (Parque Krekovic) – Mercado de Levante – Av. Gabriel Alomar Villalonga – Av. Alexandre Rosselló – Pl. España – c/ 31 de Diciembre – Amanecer – Es Camp Rodó – Ctra. Valldemosa – Cas Capiscol – Ctra. Sóller – Polígono Son Rossinyol – Son Pacs – Son Sardina - Sa Garriga
Frec.: Laborables: 22 min. / Sábados 24 min. / Festivos: 35 min. 
- LÍNEA 14: PLAZA ESPAÑA – SON FERRIOL

RUTA SAN JORGE: C/ Eusebi Estada –  Pl. España – Av. Alexandre Rosselló – c/ Manacor – Hospital Son Llàtzer – Son Ferriol – Av. del Cid – Ctra. Manacor – La Casa Blanca – San Jorge.
RUTA S’HOSTALOT: C/ Eusebi Estada – Pl. España – Av. Alexandre Rosselló – c/ Manacor – Hospital Son Llàtzer – Son Ferriol – Amadip – Av. del Cid – Sa Creu Vermella – S'Hostalot.
Frec.: San Jorge: Laborables y sábados: 20 min. / Festivos: 30 min.
Frec.: s’Hostalot: Laborables y sábados: 60 min. / Festivos: sin servicio.
- LÍNEA 16: ES MUNTANT – PLAZA COLUMNAS

Plaza Columnas – c/ Aragón – Av. Alexandre Rosselló – Pl. España – Av. Conde de Sallent – c/ General Riera – c/ Joan Mascaró Fornés – Ctra. Esporlas.
Frec.: Laborables y Sábados 20 min  / Festivos: 25 min.
- LÍNEA 18:  MANACOR – SON RIERA

C/ Manacor – Nuevo Levante – Es Portitxol – El Molinar – Coll de Rabasa – FAN Mallorca - Mercapalma – Son Riera.
Frec.: Laborables y sábados: 60 min. / Festivos mañana: 60 min. / Festivos tarde: sin servicio
- LÍNEA 19: PUERTA DEL CAMPO – UIB – PARQUE BIT

Puerta del Campo – Av. Gabriel Alomar Villalonga – Av. Alexandre Rosselló – Pl. España – Av. Conde de Sallent – c/ General Riera – Cas Capiscol – Ctra. Valldemosa – Son Lledó – Universitat – Parque Bit.
Frec.: Laborables: 16 min. / Julio y agosto: 25 min.
- LÍNEA 20: PORTOPÍ – SON ESPASES

Portopí – Av. Joan Miró – Pl. Gomila – Fray Junípero Serra - c/ Joan Crespí - c/ Caro – Av. Jaime III – La Rambla – c/ 31 de Diciembre – es Camp Rodó – Ctra. Valldemosa – Son Espases. 
Frec.: Laborables: 20 min. / Sábados: 30 min. / Festivos: 30 min.
- LÍNEA 22: ÁREA INTERCAMBIO SINDICATO – PISCINAS DE SON HUGO

C/ Gabriel Alomar i Villalonga – Pl. España – c/ Archiduque Luis Salvador - Son Oliva - Piscinas de son Hugo
Frec.: Laborables, sábados y festivos: 20 min.
- LÍNEA 23: PLAZA ESPAÑA – EL ARENAL – PARQUE ACUÁTICO

C/ Eusebi Estada – Pl. España – Av. Alexandre Rosselló – Av. Gabriel Alomar Villalonga – c/ Joan Maragall – Autopista de Levante – Can Pastilla – Playa de Palma – El Arenal – Parque acuático.
Frec.: Laborables 20 min / sábados y festivos: 20 min.
- LÍNEA 24: ANTIGUA PRISIÓN - NUEVO LEVANTE

Antigua Prisión – c/ San Vicente de Paúl – Ctra. Valldemosa – c/ 31 de Diciembre – Pl. España – Av. Alexandre Rosselló – c/ Ricard Ortega – c/ Caracas – c/ Puerto Rico – Nuevo Levante.
Frec.: Laborables: 22 min. / Sábados 24 min. / Domingos 35 min.
- LÍNEA 25: PL. DE LA REINA – EL ARENAL (por autopista)

Pl. de la Reina – Pl. Juan Carlos I – La Rambla – Av. Alemania – Pl. España – Av. Alexandre Rosselló – Av. Gabriel Alomar Villalonga – Autopista de Levante – Can Pastilla – Playa de Palma – El Arenal.
Frec.: Laborables verano: 6 m. / Sábados y festivos verano: 8 m. / Laborables invierno: 12 min /  Sábados invierno: 15 min. / Domingos invierno 20 min.
- LÍNEA 27: SON LLÀTZER CIRCULAR

Hospital Son Llàtzer – El Rafal Nuevo – Son Gotleu – Pl. Pedro Garau – Manuel Azaña – Nuevo Levante – c/ Joan Maragall – es Portitxol – El Molinar – Coll de Rabasa – San Juan de Dios - FAN Mallorca - Mercapalma – Son Ferriol – Ctra. Manacor – Hospital Son Llàtzer.
- LÍNEA 28: SON LLÀTZER CIRCULAR
- Hospital Son Llàtzer – Ctra. Manacor - Son Ferriol - Mercapalma - FAN Mallorca - Coll de Rabasa - San Juan de Dios – El Molinar - es Portitxol - c/ Joan Maragall - Nuevo Levante – Pl. Pedro Garau - Son Gotleu - El Rafal Nuevo - Hospital Son Llàtzer.

Frec.: Laborables 30 min /  sábados y festivos: 60 min. en cada sentido.
- LÍNEA 29: SON ESPASES - PLAZA PROGRESO

Hospital Son Espases – c/ Joan Mascaró Fornés – c/ General Riera – c/ Uruguai – Cementeri – Av. Salvador Dalí – Políclínica – Av. Picasso – c/ Andrea Doria – Plaza Progreso
Frec.: Laborables mañanas: 20 min. / Laborables tardes: 40 min. / Sábados 30 min. / Festivos: 30 min.
- LÍNEA 31: PUERTA DE SAN ANTONIO – EL ARENAL - S'ARANJASSA - SAN JORGE

Puerta de San Antonio - Gabriel Alomar - Joan Maragall - Autopista - FAN Mallorca - Can Pastilla - Sometimes - El Pilarín - La Porciúncula - El Arenal (Playa) - La Aranjasa - Son Oliver - San Jorge
Frec: Laborables, sábados y festivos: 60 min.
- LÍNEA 32: ÁREA INTERCAMBIO MANACOR - SON LLÀTZER - EL PILARÍN - EL ARENAL

C/ Manacor - Polígono Son Malherido - Son Llàtzer - FAN Mallorca - Can Pastilla - El Pilarín - La Porciúncula - El Arenal (Playa)
Frec: Laborables y sábados: 60 min / Domingos y festivos: Sin Servicio
- LÍNEA 33  SON FUSTER – SON ESPASES

Son Fuster –  c/ Ter  –  c/Aragón  –  Alexandre Rosselló –  Pl. España –  Av. Conde de Sallent – c/ General Riera – c/ Joan Mascaró Fornés – Hospital Son Espases.
Frec: Laborables y Sábados: 20 min. / Festivos: 25 min
- LÍNEA 34: HOSPITAL SON ESPASES – HOSPITAL SON LLÀTZER - AEROPUERTO

Hospital Son Espases – Polígono Son Castelló – c/ Setze de Juliol – La Indiotería – c/ Gremi Ferrers – Son Cladera – Hospital Virgen de Lluch - c/ Aragón – camino Salard – Son Gibert - Hospital Son Llàtzer - FAN Mallorca - Camí de Son Fangos - Edifici Mirall - Aeropuerto 
Frec.: Laborables, sábados y festivos: 35 min. 
- LÍNEA 35: PL. DE LA REINA – AQUÀRIUM

Pl. de la Reina – Pl. Juan Carlos I – La Rambla – Av. Alemania – Pl. España – Av. Alexandre Rosselló – Av. Gabriel Alomar Villolonga – c/ Joan Maragall – es Portitxol – El Molinar – Coll d'en Rabassa – Can Pastilla – Aquàrium.
Frec.: Laborables 10min / Sábados y Festivos: 12 min.
- LÍNEA 36: CIRCULAR SON ESPASES

Hospital Son Espases - Hospital Palmaplanas - Can Valero - Estadio de Son Moix - c/ Canonge Sebastià Gili - Son Rapiña - Parque de Son Muntaner - Son Pacs - CIDE - Son Quint - c/ Mussol - Son Xigala - c/ Florencia - c/ Pardo Bazán - La Vileta.
Frec.: Laborables 45min Sábados y festivos no está disponible.
- LÍNEA 39: SON ESPASES - PALACIO DE CONGRESOS

Hospital Son Espases - Cra. Valldemosa - c/ Pompeu Fabra - Son Oliva - c/ Jacint Verdaguer - c/ Gabriel Maura - c/ Nicolau de Pacs - c/ Manuel Azaña - c/ Joan Maragall - Palacio de Congresos
Frec.: Laborables mañanas: 20 min. / Laborables tardes: 20 min. / Sábados 30 min. / Festivos: 30 min.
- LÍNEA 40: PALACIO DE CONGRESOS - PLAZA PROGRESO

Plaza del Progreso, calle de Caro, paseo Mallorca, calle de Miquel dels Sants Oliver, calle de Andreu Torrens, calle de Anselm Turmeda, calle de Joan Massanet i Moragues, calle de Francesc Fiol i Joan, calle de Guillem Colom, avenida de Gaspar Bennazar, calle de Jacinto Verdaguer, calle de Gabriel Maura, calle de Nicolau de Pacs, plaza de las Columnas, calle de Francisco Manuel de los Herreros, plaza de Pedro Garau, calle de Capitán Vila, calle de Manuel Azaña, avenida de México, calle de Ciudad de Querétaro i Felicià Fuster.
Frec.: Laborables mañanas: 20 min. / / Sábados 20 min. 
- LÍNEA 46: SINDICATO – BONANOVA - GÉNOVA

C/ Sindicato – Av. Alexandre Rosselló – Pl. España – Av. Conde de Sallent – Av. Portugal – Paseo Mallorca – Pl. Progreso – c/ Marqués de la Cenia – Av. Joan Miró – Pl. Gomila – La Bonanova – Marivent – San Agustín – Génova  – sa Teulera  – c/ Andrea Doria  –  Pl. Progreso  –  Paseo Mallorca  –  Av. Alemania  –  Pl. España  –  Sindicato.
Frec.: Laborables: 20 min. / Sábados y festivos: 30 min. 
- LÍNEA 47: SINDICATO – GÉNOVA - BONANOVA (per SON DURETA)

C/ Sindicato – Av. Alexandre Rosselló – Pl. España – Av. Conde de Sallent – Av. Portugal – Paseo Mallorca – c/ Cataluña – Pl. Progreso – c/ Andrea Doria – Son Dureta – sa Teulera – camino de los Reyes – Génova – San Agustín  – Cala Mayor  –  Bonanova  –  El Terreno  –  Marqués de la Cenia  –  Pl. Progreso  –  Paseo Mallorca  – Av. Alemania  –  Pl. España – Sindicato.
Frec.: Laborables: 20 min. / Sábados y festivos: 30 min. 
- LÍNEA 50: BUS TURÍSTICO

Ciudad antigua – La Rambla – Pl. España – Av. Alexandre Rosselló – Av. Gabriel Alomar Villalonga – Muelle Viejo –  Paseo Marítimo – Pueblo Español – Castillo de Bellver – Pl. Gomila – Av. Joan Miró – Fundación Miró - Portopí – Paseo Marítimo – el Baluarte – Av. Jaime III.
Frec.: Laborables, sábados y festivos: 20 min.
- LÍNEA 52: TREN TURÍSTICO

Can Pastilla – Playa de Palma – El Arenal.
- LÍNEA 81: SERVICIO DE PERSONAL

Gran Vía Asima - C/ Sindicato - Autopista de Levante - Mercapalma - EMT.
- LÍNEA N1 (L41): PUERTA DEL CAMPO - PORTOPÍ

Pta. del Campo – Av. Gabriel Alomar Villalonga – Av. Alexandre Rosselló – Pl. España – Av. Conde de Sallent – Av. Alemania – Institutos – c/ Ramón y Cajal – Av. Argentina – Paseo Marítimo – Portopí.
Frec.: Viernes, sábados y vísperas de festivos: 25 min
- LÍNEA N2 (L42): CAN BLAU - CAN VALERO

Rotonda Can Blau -  C/ Manacor - Av. Alexandre Rosselló - Pl. España - c/ 31 de Diciembre - c/ Alfonso el Magnánimo - c/ Miquel Arcas - Ctra. Valldemosa - c/ General Riera - camino de los Reyes - Can Valero - Son Valentí
Frec.: Viernes, sábados y vísperas de festivos: 50 min
- LÍNEA N3 (L43): GERMANS ESCALAS - SA INDIOTERIA

Poliesportiu Germans Escalas - c/ Indalecio Prieto - c/ Arquebisbe Aspàreg - c/ Fco. Manuel Herreros - c/ Aragón - Pl. España - c/ Archiduque Luis Salvador - c/ Eusebi Estada - Son Oliva - Son Fuster Vell - Son Cladera - La Indiotería.
Frec.: Viernes, sábados y vísperas de festivos: 50 min
- LÍNEA N4 (L44): SON BONET - PLAZA PROGRESO

Son Bonet - c/ Antonio Maura - c/ Aragón - Pl. España - Av. Conde de Sallent - Av. Alemania - Av. Portugal - Paseo Mallorca - Av. Argentina - El Jonquet - c/ Mossèn Palmer - Pl. Progreso.
Frec.: Viernes, sábados y vísperas de festivos: 50 min

## Tarifas
El 4 de marzo de 2020 entra en vigor el nuevo sistema tarifario: Nos adaptamos a tu estilo de vida.
BONOS:
- T-20 -> 13€ - 30 días
- T-50 -> 29€ - 30 días
- T-mes -> 37€ - ilimitado 30 días
- T-mes estudiantes -> 20€ - ilimitado 30 días
- T-mes pensionistas y menores de 17 años -> 7€ - ilimitado 30 días
- T-mes familias numerosas -> 10€ - ilimitado 30 días

LÍNEAS URBANAS: (diurnas y nocturnas, a partir del 4/03/2020)
- Billete sencillo/urbano -> 2€
- Bonobus 10 viajes -> 10,00€
- Residentes con tarjeta ciutadana -> 0,80€
- No residentes con tarjeta ciutadana-> 1,15€
- Estudiantes residentes con tarjeta ciutadana y parados de larga duración -> 0,45€
- Menores de 17 años con tarjeta ciutadana -> 0,30 €
- Carnet grande A con tarjeta ciutadana -> gratuito
- Carnet grande B con tarjeta ciutadana -> 0,30€
- Carnet Verde con tarjeta ciutadana -> 0,30€
- Familia numerosa residente con tarjeta ciutadana -> 0,30

Durante todo 2023, el transporte público de Mallorca pasa a ser gratuito gracias a los fondos europeos. En la EMT de Palma, el único requisito para viajar gratis es pasar la Tarjeta Ciudadana o la Intermodal.
LÍNEAS A1 y A2 - AEROPUERTO:
- Billete sencillo -> 5,00€
- Residentes con tarjeta ciutadana -> 3,00
- Estudiantes con tarjeta ciutadana -> 1,00 €
- Carnet grande y familia numerosa con tarjeta ciutadana -> 1,00 €

LÍNEAS 41,42,43,44 - LÍNEAS NOCTURNAS:
- Gratuitas hasta el 31/12/2017. A partir del 2/01/2018 pasan a tener tarifas de línea urbana

LÍNEA 52 - TREN TURÍSTIC:
- Ida y vuelta -> 4,50 €